# 高谷時彦
高谷 時彦（たかたに ときひこ、1952年 - ）は、日本の建築家。東京都調布市に事務所を構える。元東北公益文科大学大学院特任教授。東北公益文科大学大学院非常勤講師。

## 来歴・人物
香川県立高松高等学校、東京大学工学部都市工学科卒業。東大時代は大谷幸夫に師事。槇総合計画事務所勤務の後、独立。槇文彦の著作『見えがくれする都市』（鹿島出版会SD選書）では、共著者の一人として「道の構図」担当。長岡造形大学、神奈川大学、工学院大学、東京大学、芝浦工業大学などの非常勤講師を歴任し、東北公益文科大学大学院特任教授を経て東北公益文科大学大学院非常勤講師。

## 代表作品
- 1997年 - すきっぷ　建築設計資料94
- 1997年 - 横浜市立川和中学校多目的ホール・部室棟（横浜市）　新建築9901
- 2002年 - 幕張ベイタウン・コア（千葉市） － 千葉市優秀建築賞
- 2002年 - サニーハウス（名古屋市）近代建築200205
- 2005年 - 日本建築学会　都市建築の発展と制御に関する設計競技 － 佳作入賞
- 2006年 - 丸亀町壱番街駐車場（高松市）
- 2009年 - 鶴岡市立藤沢周平記念館（鶴岡市）
- 2010年 - 鶴岡まちなかキネマ（鶴岡市）
- 2014年 - 庄内町ギャラリー温泉町湯（庄内町）
- 2015年 - 鶴岡商工会議所（鶴岡市）

## 受賞
- 2006年 - 第10回公共建築賞優秀賞（幕張ベイタウン・コア）[1]
- 2010年 - LEAF AWARDS2010 商業建築部門入賞（鶴岡まちなかキネマ）[2][3]
- 2011年 - 第31回東北建築賞（鶴岡市立藤沢周平記念館）[4]
- 2012年 - 第21回BELCA賞（鶴岡まちなかキネマ）
- 2012年 - 第32回東北建築賞作品賞（鶴岡まちなかキネマ）
- 2012年 - 「日本映画テレビ技術協会」第65回技術開発賞（鶴岡まちなかキネマ）
- 2016年 - 第36回東北建築賞作品賞（庄内町ギャラリー温泉町湯）